# Melanostoma scalare
Espèce
Melanostoma scalare est une espèce d'insectes diptères du sous-ordre des Brachycera (les Brachycera sont des mouches muscoïdes aux antennes courtes), de la famille des Syrphidae.

## Description

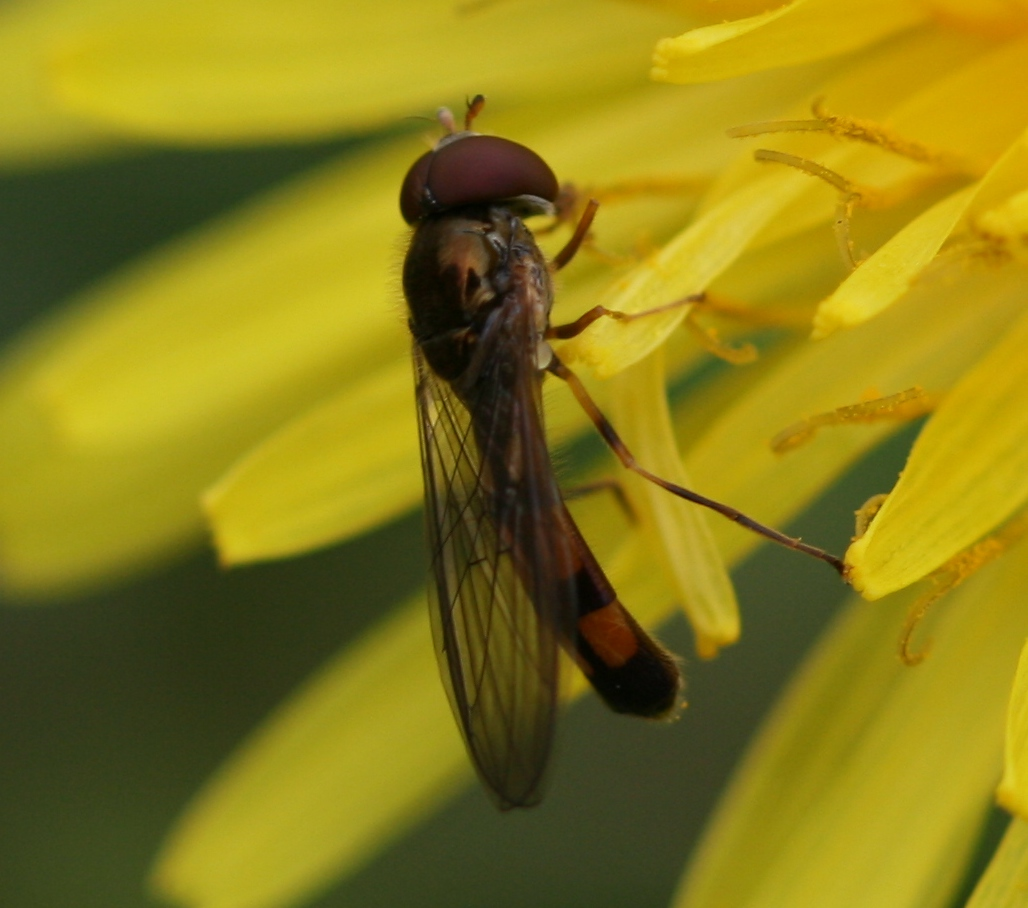
Melanostoma scalare - mâle

Le corps noir et jaune est long d'environ 10 mm, l'abdomen du mâle est nettement plus mince que celui de la femelle, les taches jaunes du mâle sont en forme de losanges, celles de la femelle, triangulaires ; dans les deux cas, les bords de l'abdomen sont parallèles, les antennes jaunes sont larges. Au repos, les ailes se replient au-dessus de l'abdomen et le dépassent légèrement.

## Distribution
Cette espèce est répandue dans toute l'Europe.

## Écologie
Les adultes volent d'avril à novembre et fréquentent les jardins, les prairies et buissons fleuris où ils butinent. Les larves sont aphidiphages.